# 20050 Aglaonice
20050 Aglaonice este o planetă minoră (asteroid), cu un diametru de 6,094 km, din centura de asteroizi. A fost descoperită pe 21 martie 1993 la Observatorul La Silla de Uppsala–ESO Survey of Asteroids and Comets⁠(d). 
Obiectul prezintă o orbită caracterizată de o semiaxă mare de 2,7295035 UAi, o excentricitate de 0,06, o înclinație de 4,92148 ° în raport cu ecliptica.